# Luna Caliente
Luna Caliente é uma minissérie brasileira produzida e exibida pela TV Globo de 15 a 17 de dezembro de 1999, em 3 capítulos.
Escrita por Jorge Furtado, Giba Assis Brasil e Carlos Gerbase, a partir do romance homônimo do escritor argentino Mempo Giardinelli, foi dirigida por Jorge Furtado e produzida pela Casa de Cinema de Porto Alegre.
Contou com Paulo Betti, Ana Paula Tabalipa, Chico Diaz, Tonico Pereira, Bruno Garcia e Walderez de Barros nos papéis principais.

## Sinopse
Ramiro é um advogado e professor universitário de 40 anos, que volta para o Brasil depois de oito anos de exílio na França em consequência da ditadura militar. Recém separado de Dora, ele reencontra Elisa, a filha caçula de um casal de amigos de seus pais, que vai virar a sua vida pelo avesso.

## Elenco
| Interprete         | Personagem         |
| ------------------ | ------------------ |
| Paulo Betti        | Ramiro             |
| Ana Paula Tabalipa | Elisa              |
| Paulo José         | Delegado Monteiro  |
| Fernanda Torres    | Dora               |
| Chico Diaz         | Gomulka            |
| Tonico Pereira     | Bráulio Tennenbaum |
| Walderez de Barros | Carmem             |
| Vanda Lacerda      | Maria              |
| Bruno Garcia       | Braulito           |
| Nelson Diniz       | Capitão Gamboa     |

### Participações especiais
| Interprete            | Personagem             |
| --------------------- | ---------------------- |
| Júlio Andrade         | Tenente                |
| Leverdógil de Freitas | motorista do caminhão  |
| Thiago Real           | policial Oliveira      |
| Nestor Monastério     | policial estrangeiro   |
| Sérgio Lulkin         | preso                  |
| Zé Victor Castiel     | homem do guincho 1     |
| Zé Adão Barbosa       | homem do guincho 2     |
| Lisa Becker           | recepcionista do hotel |

## Produção
Por questões estratégicas da emissora e por problemas com a censura, a microssérie ficou engavetada por mais de um ano até a estreia.
Na novela original de Mempo Giardinelli, escrita em 1983, a história se passa na Argentina em 1974 e a adolescente tem apenas treze anos de idade.
As filmagens aconteceram no sul do Brasil, nas cidades de Rio Pardo, São Lourenço e Santa Cruz do Sul, e ocorreram em 40 dias, de agosto a outubro de 1998, com uma equipe de 68 pessoas em média por dia.

## Exibição
A série foi reapresentada em forma de filme em 10 de outubro de 2003, no programa Festival Nacional.